# Valea Teilor
Valea Teilor is een Roemeense gemeente in het district Tulcea.
Valea Teilor telt 1517 inwoners.

</text>